# Halosydna johnsoni
Halosydna johnsoni är en ringmaskart som först beskrevs av Darboux 1899.  Halosydna johnsoni ingår i släktet Halosydna och familjen Polynoidae. Inga underarter finns listade i Catalogue of Life.